# Tomentaurum
Tomentaurum é um género botânico pertencente à família Asteraceae.

## Espécies
O género Tomentaurum contém duas espécies:
- Tomentaurum niveum (S.Watson) G.L.Nesom
- Tomentaurum vandevenderorum G.L.Nesom